# Mohammad Masszad
Mohammad Masszad al-Múvallad (arabul: محمد مسعد المولد; Dzsidda, 1983. február 17. –) szaúd-arábiai válogatott labdarúgó.

## Pályafutása

### Klubcsapatban
2000 és 2003 között az En-Naszr csapatában játszott. 2003 és 2013 között az El-Áhlí játékosa volt. 2012 és 2013 között az El-Hilálban szerepelt kölcsönben. 

### A válogatottban
2002 és 2011 között 10 alkalommal játszott a szaúd-arábiai válogatottban. Részt vett a 2006-os világbajnokságon és a 2011-es Ázsia-kupán.